# Захак (город)
Захак (перс. زَهَک, произносится «Захакь») - город в Иране, в остане Систан и Белуджистан. Он является центром шахрестана Захак. Захак является конечным пунктом транзитной автодороги и строящейся железной дороги из Чахбехара в Афганистан и, таким образом, является важным пунктом, связывающим Иран с Центральной Азией. Захак располагается в 212 км от центра провинции, весьма крупного города Захедан. Климат города — теплый и сухой. Несмотря на статус города, жители его в основном занимаются земледелием и скотоводством, а благодаря реке Хирманд и четырём её заводям многие жители города занимаются рыбною ловлей.

## История
При Ахеменидах в окрестностях современного Захака находился город Дахане-йе Голяман. Сегодня город является торговыми воротами Ирана в Афганистан.

## Достопримечательности
Что касается достопримечательностей города Захак, можно выделить четыре заводи, которая служит не только резервуаром запасов питьевой воды и воды для орошения, но и местом отдыха местного населения. В районе города есть также лес Джазинакь, зоопарк,  развалины древнего города, которые сегодня называются «Старый Захедан», зороастрийский храм огня Кельгонг, древняя деревня Калъе-йе Нов и многое другое.

## Демографическая динамика
Город Захак, согласно трем последним иранским переписям, имел следующую демографическую динамику: 8002 человек в октябре 1996 г., 11401 человек в октябре 2006 г., и 14324 человека в октябре 2011 г. Население города за эти 15 лет выросло в 1,8 раз. За 2011 г. известны данные также и о половом составе населения города. Там насчитывалось 7027 мужчин и 7297 женщин, то есть, на 100 женщин приходилось всего 96 мужчин, что очень необычно для азиатских стран (и собственно Ирана), где, наоборот, преобладают (иногда резко преобладают) мужчины. Среднегодовые общие темпы роста Захака были весьма высокими: 3,6% с 1996 по 2006 гг. и 4,7% с 2006 по 2011 гг. Значит, темпы роста в последнее время резко выросли. Даже при очень высокой рождаемости, которою обладают населяющие город белуджи, невозможно достичь столь высоких темпов. Поэтому ясно, что огромную роль в росте города последних лет сыграла миграция, что естественно для пока ещё очень слабоурбанизированной провинции (в Систане и Белуджистане в городах до сих пор проживает менее 50% его жителей, тогда как в провинциях Центрального Ирана, населенных в основном персами — более 80%, а в трех самых развитых центральных провинциях Ирана — почти 95%). Если сравнить динамику населения Захака со столицей Белуджистана, городом Захедан, и принять его население за 100%, то численность населения Захака в 1996 г. составляла 1,9%, в 2006 г. - 2,0%, в 2011 г. - уже 2,6%. Поэтому получается, что доля за 10-летие увеличилась только за 0,1%, но за 5-летие — уже на 0,6%, что связано с резким ускорением роста города Захак. График роста населения города имеет ярко выраженную гиперболическую форму, и на участке 2006-2011 гг. резко устремляется вверх, что говорит о значительном ускорении и так очень высоких абсолютных и относительных темпов роста. Абсолютные темпы в среднем за год составили в 1996-2006 гг.: в среднем 340 человек, а в 2006-2011 гг.: в среднем 580 человек.